# Фокин, Юрий Олегович
Юрий Олегович Фокин (род. 25 ноября 1950, Москва) — советский музыкант, рок-барабанщик семидесятых годов. Участник групп «Скоморохи», «Цветы» (группа Стаса Намина), «Машина времени».

## Биография
В 1957—1967 годы обучался в средней школе. В это время Юрий увлёкся музыкой, научился игре на гитаре и барабанах.
В 1966—1971 годы — барабанщик группы «Скоморохи».
В 1972 году участвовал в Ереванском фестивале эстрадной песни в составе группы «Супер». Группа «Супер» была создана для фестиваля и состояла из музыкантов различных групп: Сергей Дюжиков и Виктор Дегтярёв («Голубые гитары»), Юрий Саульский и Сергей Грачёв («Лучшие годы»), Леонид Бергер («Орфей»).

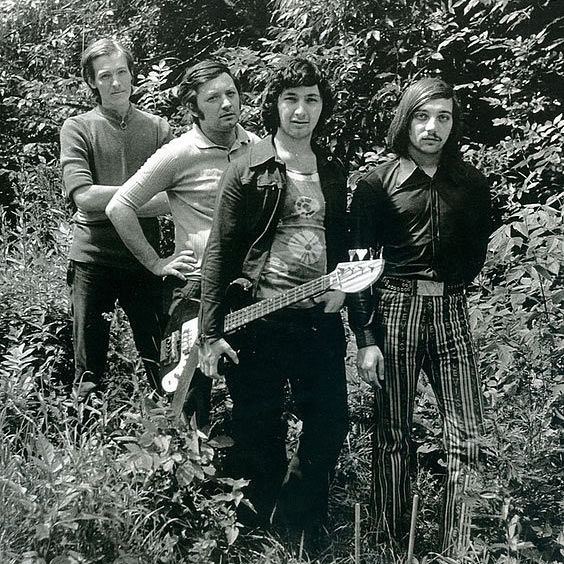
1972 г. А. Лосев, С. Дьячков, С. Намин, Ю. Фокин (Фото с обложки первой пластинки ВИА «Цветы»)

В 1971 году Фокин участвует в подготовке записи первой пластинки группы «Цветы», параллельно участвует в группе «Скоморохи». С 1972 года играет в группе «Машина времени». В то время большинство групп находились в ДК «Энергетик».
Для подготовки и записи первых двух пластинок был создан коллектив, состоящий из Стаса Намина (электрогитара), Александра Лосева (вокал, бас-гитара), Владимира Семёнова (акустическая гитара), Сергея Дьячкова (пианино), Юрия Фокина (барабаны), который в дальнейшем стал известен под названием «Цветы».
1972—1973 — запись двух пластинок, которые в 1973 году и в 1974 году были выпущены тиражом по 7 миллионов штук каждая. В первую пластинку вошли песни «Не надо» (С. Дьячков — О. Гаджикасимов), «Есть глаза у цветов» (О. Фельцман — Р. Гамзатов, перевод Я. Козловского), «Звёздочка моя ясная» (В. Семёнов — О. Фокина). Все песни исполнил Александр Лосев. Во вторую пластинку вошли «Честно говоря» (С. Дьячков — М. Ножкин), «Ты и я» (А. Лосев — С. Намин), «Больше жизни» (В. Семёнов — Л. Дербенёв), «Колыбельная» (О. Фельцман — Р. Гамзатов, перевод Я. Козловского). Три песни исполнил Александр Лосев, «Честно говоря» в исполнении Сергея Дьячкова.

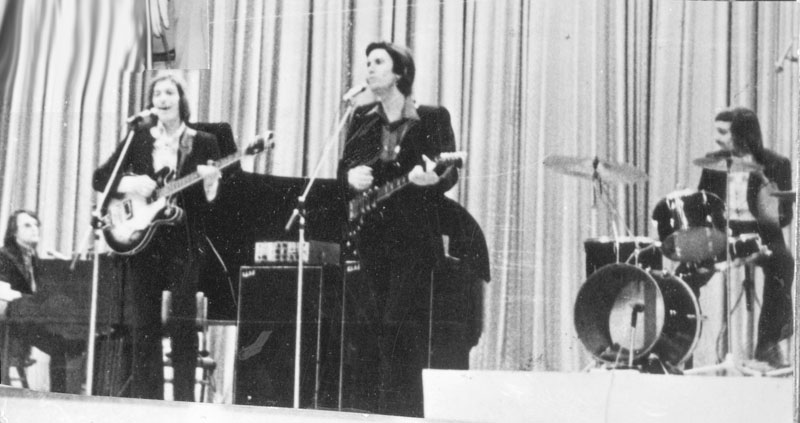
1974 г. ВИА «Цветы» — А.Слизунов, А.Лосев, К.Никольский, Ю.Фокин)

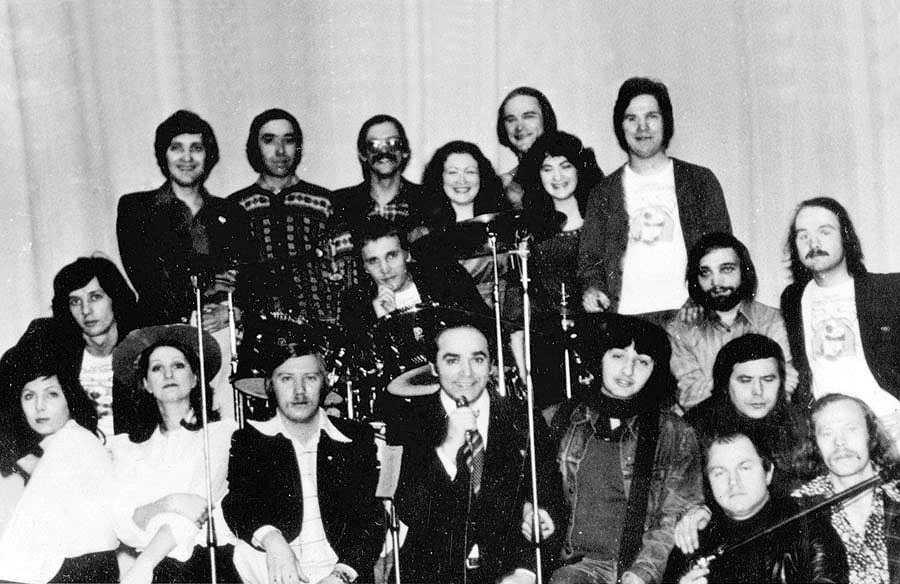
1978 год. Вокально-инструментальная группа под управлением Стаса Намина

1974—1978 — работа в Московской областной филармонии барабанщиком ВИА «Цветы» (1974—1977) и вокально-инструментальная группа под управлением Стаса Намина (1977—1978).
В 1977 году поступил в Московское музыкальное училище.
В 1978 году эмигрировал в США. После отъезда Юрия Фокина Константин Никольский посвятил ему песню «Прощание с другом», известную под другим названием «О чём поёт ночная птица».
В 1978—1980 годы — служба в Свято-Троицком монастыре Русской зарубежной церкви.
В 1980—1985 годах учился в образовательном отделе университета штата Нью-Йорк и в Свято-Троицкой духовной семинарии в Джорданвилле.
В 1985—2002 годах работал в магазине печати при Свято-Троицком монастыре Русской зарубежной церкви. Был звонарём.
В 2004 году познакомился и женился на Татьяне.
В 2004—2005 годах — работа графическим дизайнером для школы Self-Healing в Сан-Франциско. В 2005 году — занятия в графическом классе дизайна и мультимедийных инструментов в CCSF.
2006 год — работа веб-дизайнером, фотографом в «BB Hawk — Men’s Ladies Couture Garments. Wholesale Gift & Jewelry Mart» — Пошив мужской и женской одежды высокого класса и оптовом аукционном зале подарков и драгоценностей" в Сан-Франциско.
В феврале 2007 года впервые приехал в Россию для участия в юбилейном концерте группы «Скифы».
В марте 2010 года вновь приехал в Москву для участия в юбилейном концерте группы «Цветы».
Живёт в Сан-Франциско (США), работает веб-дизайнером, фотографом, обслуживает средства программного обеспечения аппаратных средств Макинтош, даёт консультации.
Рукоположён во диаконы за литургией Благовещения 7 апреля, а затем во священники 9 апреля 2023, на праздник Входа Господня в Иерусалим в Радосте-Скорбященском соборе Сан-Франциско.